# سكة حديد ضيقة
سكة الحديد الضيقة (أو السُكّ: كل سكة ضيقة) هي سكة حديد يتباعد حداها بقياس يقل عن معيار السكك القياسية: متر 1٫435 —أي ′4 ″½8— وتسع السكاك المتر 1٫067 —3′ 6″— غالبا، أو ما دون ذلك۔

## السك في العالم

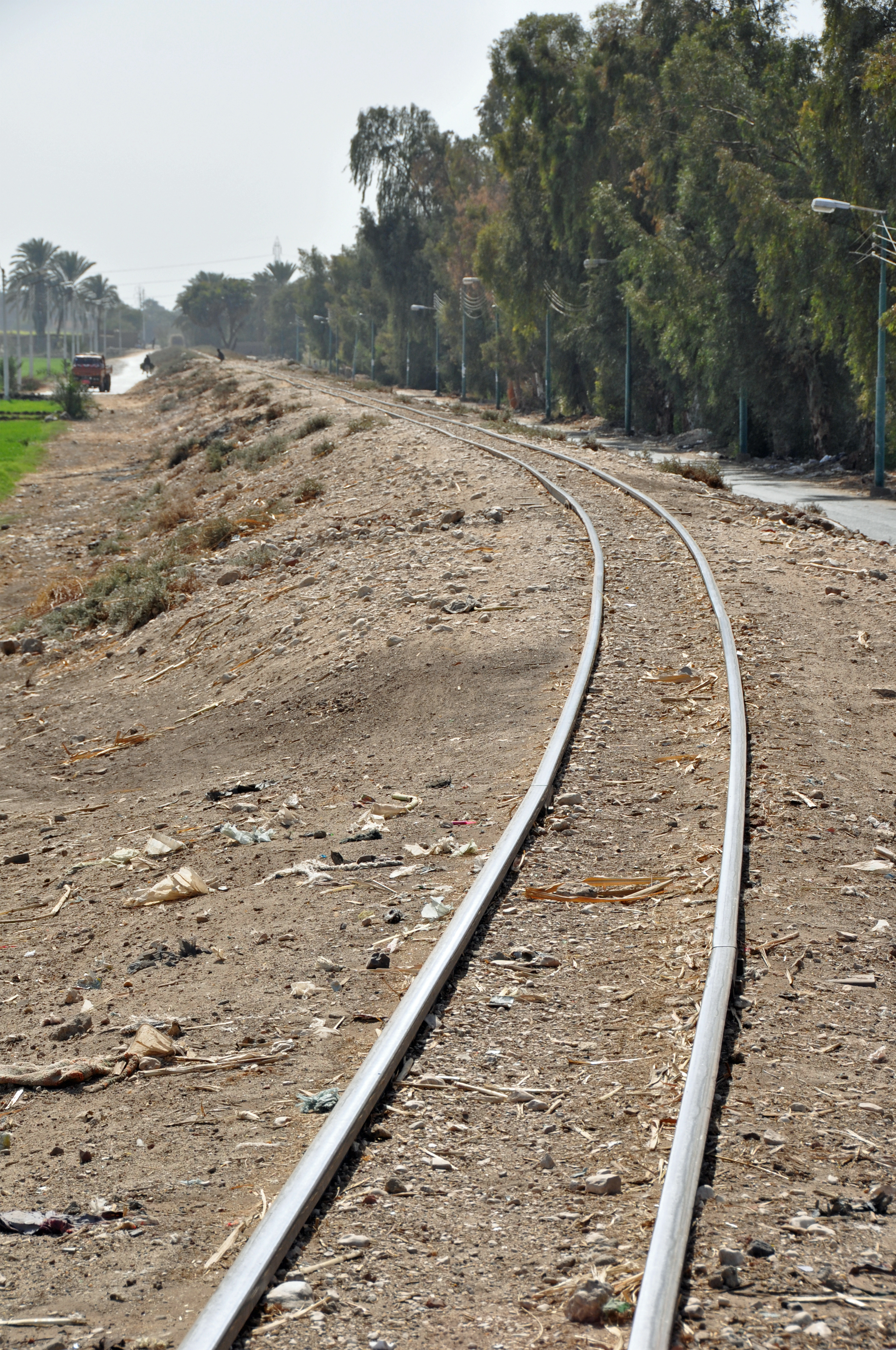
سكة حديد ضيقة الحدا بمصر

### اليابان
ما عدا الشينكانسن فإن معظم القطارات في اليابان تجري على سكك عرض 1067 ملم، منها طوكيو مترو.